# آدمک‌های ماینتس
آدمک‌های ماینتس (آلمانی: Mainzelmännchen) نام تعدادی شخصیت کارتونی و همچنین یک مجموعهٔ نمایشی کوتاه تلویزیونی است که نخستین بار در سال ۱۹۶۳ میلادی، توسط «وُلف گرلاخ» خلق و از شبکه تلویزیونی «زد د اف» پخش شد و از آن زمان تاکنون، پخش آن ادامه داشته‌است.
این مجموعه که به صورت میان‌پرده یا پیام‌های بازرگانی در لابلای برنامه‌های اصلی تلویزیون پخش می‌شود، متشکل از ۶ آدمک انیمیشنی با نام‌های «آنتون»، «برتی»، «کُنی»، «دِت»، «اِدی» و «فریتس‌شن» است که کلاه فریژی بر سر می‌گذارند. این مجموعه نام خود را از شهرِ «ماینتس» می‌گیرد که مقرِ اصلی شبکهٔ تلویزیونی «ZDF» است.
در ایران هم همچون بسیاری از کشورهای جهان، این میان‌پرده‌های کوتاه، در لابلای برنامه‌های تلویزیونی در دهه‌های ۶۰ و ۷۰ خورشیدی پخش می‌شد. این میان‌پرده‌ها، متعلق به نسل دوم این مجموعه بود.